# Jean-Paul Brigger
Jean-Paul Brigger (født 14. december 1957 i St. Niklaus, Schweiz) er en schweizisk tidligere fodboldspiller (angriber) og -træner.
Brigger spillede, over en periode på 10 år, 35 kampe for det schweiziske landshold. Han debuterede for holdet 5. maj 1979 i en EM-kvalifikationskamp mod DDR.
På klubplan spillede Brigger hele sin karriere i hjemlandet, hvor han repræsenterede henholdsvis Sion og Servette. Han vandt det schweiziske mesterskab med begge klubber. Han blev kåret til Årets fodboldspiller i Schweiz i 1992.

## Titler
Schweizisk mesterskab
- 1985 med Servette
- 1992 med Sion

Schweizisk pokal
- 1980, 1982, 1986 og 1991 med Sion
- 1984 med Servette